# Synodites carinatus
Synodites carinatus là một loài tò vò trong họ Ichneumonidae.